# Чернещинський заказник
Черне́щинський зака́зник — гідрологічний заказник місцевого значення в Україні. Об'єкт природно-заповідного фонду Харківської області. 
Розташований на території Богодухівського району Харківської області, біля села Чернещина. 
Площа 6,9 га. Статус отриманий у 2009 році. Перебуває у віданні: Краснокутський науково-дослідний центр садівництва Інституту садівництва УААН. 
Статус надано для збереження лісового озера за назвою «Вільшанка». Зростає ціла група реліктових і рідкісних видів неморальної та водної флори: латаття біле, глечики жовті (Червона книга України), пухирник звичайний, воронець колосистий, теліптерис болотний, дзвоники персиколисті тощо. Багата флора лікарських рослин. На території заказника є поселення бобрів, видри річкової, горностая, норки європейської.